# Erythmelus israelensis
Erythmelus israelensis är en stekelart som beskrevs av Gennaro Viggiani och Riccardo Jesu 1985. Erythmelus israelensis ingår i släktet Erythmelus och familjen dvärgsteklar. Inga underarter finns listade i Catalogue of Life.